# تيم يونغ (موسيقي)
تيم يونغ (بالإنجليزية: Tim Yeung)‏ هو موسيقي أمريكي، ولد في 27 نوفمبر 1978 في روتشستر في الولايات المتحدة.

## وصلات خارجية
- تيم يونغ على موقع ميوزك برينز (الإنجليزية)
- تيم يونغ على موقع ديسكوغز (الإنجليزية)